# Aedes aloponotum
Aedes aloponotum é um espécie de mosquito do género Aedes, pertencente à família Culicidae.